# Cooperative Institute for Research in Environmental Sciences
Das Cooperative Institute for Research in Environmental Sciences (CIRES) ist ein Forschungsinstitut für Umweltwissenschaften, das unterstützt wird durch die National Oceanic and Atmospheric Administration (NOAA), das Office of Oceanic and Atmospheric Research (OAR) und die University of Colorado Boulder (CU). CIRES-Wissenschaftler studieren das Erdsystem, einschließlich Erdatmosphäre, Hydrosphäre, Kryosphäre, Biosphäre und Geosphäre und publizieren die Forschungsergebnisse für die Wissenschaft und für die Öffentlichkeit.
Es ist eins von 16 NOAA-Cooperative-Instituten.

## Geschichte und Forschung
CIRES wurde 1967 gegründet und ist das älteste und größte der NOAA-Cooperations-Institute der Vereinigten Staaten. Es besteht eine interdisziplinäre Zusammenarbeit zwischen Forschern der Universität Colorado in Boulder und dem NOAA-Büro für Meeres- und Atmosphärenforschung (OAR), dem Nationalen Umweltsatelliten, dem Daten- und Informationsservice und dem amerikanischen Wetterdienst.
Zu CIRES gehören ca. 700 Wissenschaftler, Mitarbeiter und Studenten, die rund 500 Artikel jährlich publizieren. Forschungsbeispiele beinhalten die
- Überwachung der Erdatmosphäre bezüglich der Konzentration an FCKW, CO2, und NO2,
- die Messung der Ozonschicht der Stratosphäre,
- die Beobachtung von Klimaveränderungen,
- die Überprüfung der Wasservorkommen und anderer kritischer Ressourcen der Erde, unter anderem zur Vermeidung von Waldbränden,
- die Beobachtung des schmelzenden Polareises und der Luft- und Wasserqualität in den Polarzonen der Erde,
- die Entwicklung mikrobieller Wirkstoffe zur Reduktion von Umweltverschmutzungen,
- die Vorhersage von Erdbeben mit Seismographen

und die Versorgung der Entscheidungsträger aus Politik und Wirtschaft mit Informationen für eine effektive Risikoeinschätzung.

## Abteilungen

### Kryosphäre und Polarregionen
Die Kryosphäre umfasst das arktische Klima, Eisflächen, Gletscher, Schnee und Permafrost.
Die Forschung auf diesem Gebiet verbindet die Datensammlung der, unter anderem mit Hilfe von Satelliten erhaltenen Daten, mit Modellen und mit einer Datenanalyse. Das dient dem besseren Verständnis der Einflüsse des Klimawandels auf die Kryosphäre, der Veränderungen der Kryosphäre und deren Einfluss auf die gesamte Erde.

### Ökosysteme
Dieser Forschungsbereich beschäftigt sich mit der Wasserqualität, den atmosphärischen Veränderungen, den regionalen und globalen Veränderungen der Ökosysteme. Die Forschung befasst sich mit Themen wie:
- Bakterien, die Umweltgifte fressen,
- Landnutzungsveränderungen,
- Ernährung,
- Umweltverschmutzung in Seen und Flüssen,
- biogene Emissionen von Spurengasen in der Atmosphäre,
- Schutz der Ernte vor Frost.

### Umweltchemie
Forschungsgebiete beinhalten
- die Messung und Analyse von Staub und natürlich vorkommenden Verbindungen in der Luft,
- die Entwicklung von Analytik-Instrumenten unter Berücksichtigung der Reaktionskinetik,
- die Aufklärung der Ursachen des sauren Regens,
- die Dokumentation von Klimaveränderungen, die auf Kohlendioxid und anderen Emissionen beruhen,
- die Beobachtung des Ozonabbaus in der Stratosphäre,
- die Erforschung der photochemischen Bildung von Oxidationsmitteln in der Troposphäre

und die Messung der in der Atmosphäre vorhandenen Treibhausgase.

### Umweltbeobachtung, Modelle und Vorhersagen
Diese Abteilung beschäftigt sich mit dem wachsenden Verständnis von interaktiven Prozessen in der Umwelt und den natürlichen und anthropogenen Veränderungen der Erde. Themenschwerpunkt ist der Treibhauseffekt und die theoretische Vorhersage des Klimawandels.

### Erdwissenschaften
Die aktuelle Forschung auf dem Gebiet der Geophysik beschäftigt sich mit
- Erdbebenvorhersagen,
- Studien über die Größe, Form und dynamischen Bewegungen der Erde,
- der Isotopengeochemie,
- der Bewegung der Erde und dem Erdmantel.

Diese Forschung erfordert die Nutzung von Seismographen, analytische und numerische Modellen und geodätische Techniken, wie Laser, Satelliten und interferomagnetische Beobachtungen von Radiowellen aus dem Weltraum.
Eine bedeutende Komponente der Forschung im CIRES in Geodäsie ist die Teilnahme an einem multi-universitären Konsortium, das die Anwendung und die Entwicklung von Instrumentenpaketen, die mit Hilfe von Radiosignalen der GPS-Satelliten die Entfernung zwischen zwei Punkten auf der Erdoberfläche bestimmen, koordiniert. Der wissenschaftliche Nutzen besteht darin, die Veränderungen der Erdkruste in tektronisch aktiven Gebieten, wie beispielsweise Vulkanen, zu beobachten.

### Wetter und Klima
Diese Abteilung beschäftigt sich mit dem Verständnis der globalen Prozesse, die das Wetter und das Klima beeinflussen, wobei man von der Troposphäre aus die Mesosphäre beobachtet. Dieses beinhaltet Messungen und theoretische Arbeiten an Luftschichten, z. B. die El Niño Southern Oscillation (ENSO) und den Effekt auf die Klimavorhersage, Wellen und Turbulenzen in der Stratosphäre und Turbulenzen im Planetensystem.

## Zentren und Programme
CIRES unterstützt vier Zentren, die eine Verbindung schaffen zwischen NOAA und den 11 Fachbereichen der University of Colorado at Boulder:
- das Zentrum für Limnologie, das Seen, Ströme und Feuchtgebiete beobachtet,
- das Zentrum für Wissenschafts- und Technologie-Überwachung in der Forschung, das die Entscheidungsträger mit Informationen versorgt,
- das Geowissenschaftszentrum,
- das Zentrum für Schnee- und Eisdaten, das sich mit Permafrost, Eis, Gletschern und Schnee befasst.

Die Wissenschaftler sind spezialisiert auf Atmosphärenforschung, Meteorologie, Klima, Wasser, Ökologie, Recht und Erziehungswissenschaften und arbeiten mit vielen Entscheidungsträgern des Westens der USA, bezüglich der für den Klimawandel relevanten Informationen.